# Bernard Nieuwentyt

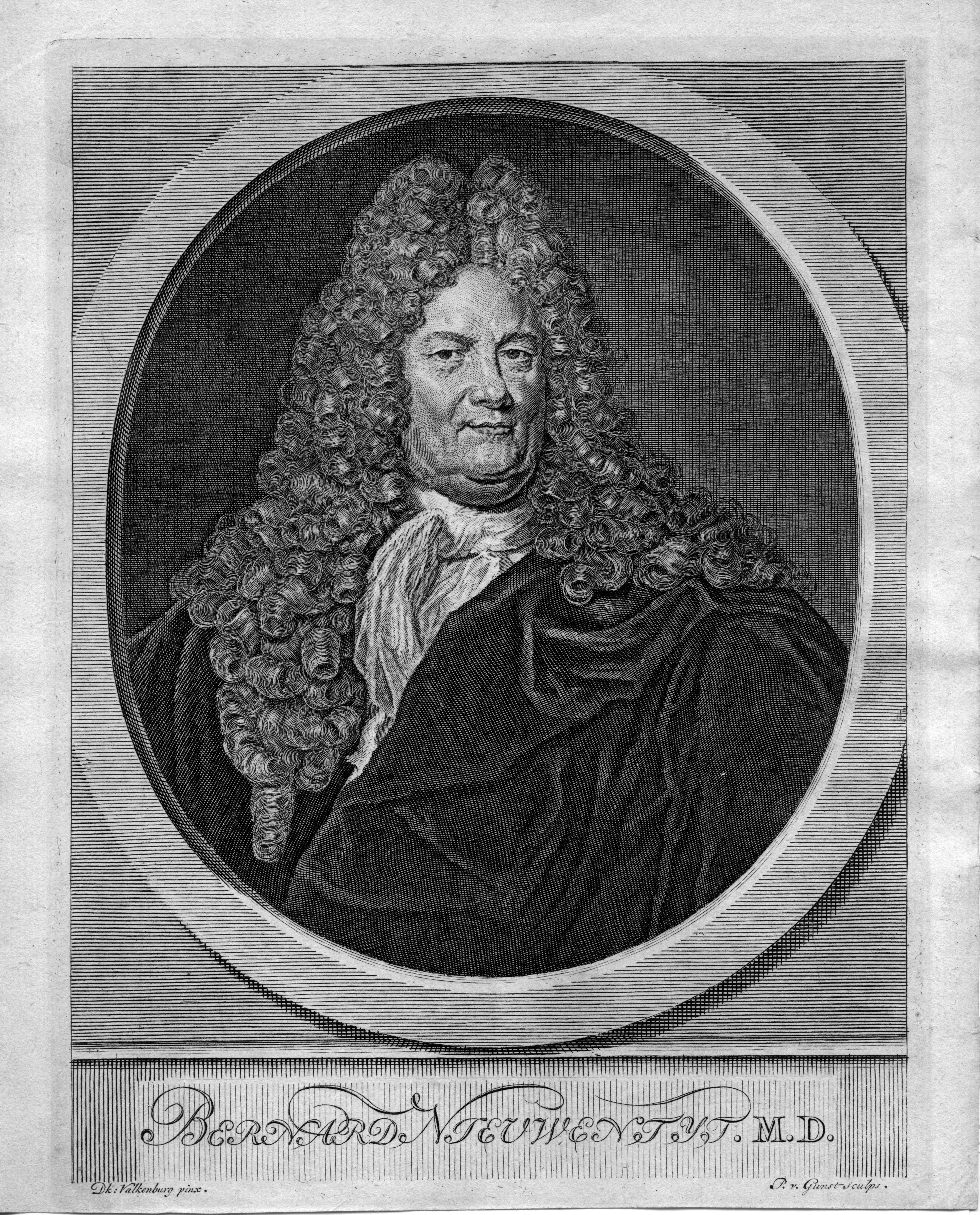
O filósofo Bernard Nieuwentyt

Bernard Nieuwentijt, Nieuwentijdt, ou Nieuwentyt (West-Graftdijk, 10 de agosto de 1654 — Purmerend, 30 de maio de 1718) foi um filósofo, matemático, médico, magistrado, prefeito (de Purmerend) e teólogo holandês.

## Carreira
Como filósofo, Nieuwentyt era um seguidor de René Descartes e um oponente de Baruch Spinoza. Em 1695, ele se envolveu em uma controvérsia sobre os fundamentos do cálculo infinitesimal com Leibniz. Nieuwentijt defendia infinitesimais 'nilsquare' (que têm potências maiores de zero), enquanto Leibniz estava incerto sobre adotar explicitamente tal regra - eles, no entanto, passaram a ser usados em toda a física a partir de então.
Ele escreveu vários livros (em holandês), incluindo sua obra principal Het regt gebruik der werelt beschouwingen, ter overtuiginge van ongodisten en ongelovigen [O Verdadeiro Uso da Contemplação do Mundo] (1715), que defendia a existência de Deus e atacou Spinoza. Passou por várias edições (1715, 1717, 1720, 1725, 1730, 1740) publicadas por Joannes Pauli, e foi traduzido para o inglês, intitulada The religious philosopher, or the right use of contemplating the works of the Creator (1718) e para ofrancês: De l'existence de Dieu démontrée par les merveilles de la nature, ou traité téléologique dirigé contre la doutrina de Spinoza par un médecin hollandais. Voltaire possuía uma cópia deste livro, e foi uma influência sobre William Paley, na medida em que em 1859, Robert Blakey poderia fazer a detailed argument for plagiarism por Paley. À versão em inglês foi acrescentada em uma carta ao tradutor de John Theophilus Desaguliers. Gronden van zekerheid, publicado, de forma póstuma, por Nieuwentyt [Fundaments of Certitude, or the Right Method of Mathematicians in the Ideal as well as the Real] (1720) argumentou que o “método geométrico” de Spinoza não era o “método experimental” adequado da ciência. A obra também contém uma crítica do argumento ontológico semelhante a uma crítica posterior de Kant.

## Obras
- Het regt gebruik der werelt beschouwingen, ter overtuiginge van ongodisten en ongelovigen, Amsterdã, 1715
- O Filósofo Religioso, 1718
- Gronden van Zekerheid, 1720